# ФК Спартак Юрмала
„Спартакс“ (Юрмала) (на латвийски: Futbola klubs „Spartaks”) е латвийски професионален футболен отбор от курортния град Юрмала, който се намира на 25 км от столицата Рига.
През сезон 2011 завършват на 3-то място през редовния сезон в Латвийската първа лига и играят плейоф срещу ЮФК „Олимп“, който печелят. Така клубът си осигурява участие в най-високото ниво на латвийския клубен футбол – Латвийската висша лига. Отборът играе домакинските си мачове на стадион Слока, който разполага с капацитет от 5000 места. Основния клубен цвят е червеното. Отборът е известен с агресивен и атакуващ стил на игра.

## История
„Спартакс“ (Юрмала) е създаден през 2007 година. Кръстен е не на митичния тракиец, а на собственика на тима Спартакс Мелкумянс, който е строителен предприемач. Отборът има споразумение сс специализирано спортно училище в Юрмала от което излизат футболисти и... плувци. Затова клубът е известен и като Юрмалска школа по плуване и футбол Спартакс. Освен като „плувците“, настоящите шампиони могат да се нарекат също и „курортистите“ тъй като седалището на клуба е в квартал Майори, прочут със СПА хотелите си и дървените къщи. Във връзка с плувната насоченост в емблемата и логото присъства „водно конче“.
Отборът съумява още в първия си сезон в Латвийската втора лига да я спечели. Следват 4 години престой в Латвийската първа лига. През 2011 клубът постига най-големия си успех – завършва трети в Латвийската първа лига (втория ешелон) зад отборите на „МЕТТА / Латвийски университет“ и дублиращия тим на „Металург“, Лиепая, който обаче според правилата няма право на промоция и така „Спартак“ получава право да играе на плейофи срещу ЮФК „Олимп“, където побеждава с общ резултат 4 – 1. От 2012 г. отборът играе в Латвийската висша лига.

## Успехи
- Вирслига (1 дивизия):
  -  Шампион (2): 2016, 2017
- Първа лига (2 дивизия):
  -  Бронзов медал (1): 2011
- Втора лига (3 дивизия):
  -  Шампион (1): 2007
- Купа на Латвия:
  -  Финалист (1): 2015/16
- Купа на лигата на Латвия:
  -  Финалист (1): 2018
- Спортен клуб на годината в Юрмала за 2011

## Участие в евротурнирите
| Сезон   | Турнир          | Кръг                       | Съперник              | Домакин | Гост | Общ резултат |  |
| 2015/16 | Лига Европа     | Първи квалификационен кръг | Будучност (Подгорица) | 0:0     | 3:1  | 3:1          |  |
| 2015/16 | Лига Европа     | Втори квалификационен кръг | Войводина (Нови Сад)  | 1:1     | 0:3  | 1:4          |  |
| 2016/17 | Лига Европа     | Първи квалификационен кръг | Динамо (Минск)        | 0:2     | 1:2  | 1:4          |  |
| 2017/18 | Шампионска лига | Втори квалификационен кръг | Астана                | 0:1     | 1:1  | 1:2          |  |